# 帕克 (愛達荷州)
帕克（英語：Parker）是一個位於美國愛達荷州弗里蒙特縣的城市。

## 地理
帕克的座標為43°57′31″N 111°45′33″W / 43.95861°N 111.75917°W，而該地的平均海拔高度為1502米（即4928英尺）。

## 人口
根據2010年美國人口普查的數據，帕克的面積為0.94平方千米，當中陸地面積為0.94平方千米，而水域面積為0.00平方千米。當地共有人口305人，而人口密度為每平方千米324.47人。